# Folioquinpes mangalis
Folioquinpes mangalis är en kräftdjursart som beskrevs av Fiers och Rutledge 1990. Folioquinpes mangalis ingår i släktet Folioquinpes och familjen Laophontidae. Inga underarter finns listade i Catalogue of Life.